# 北松里站
北松里站（韓語：북송리역）是朝鮮民主主義人民共和國平安南道安州市的一個鐵路車站，属于价川线。

## 邻近车站
价川线
安州站 - 北松里站 - 延豐站